# لا سکا
لا سکا (به اسپانیایی: La Seca) یک شهرستان در اسپانیا است که در استان وایادولید واقع شده‌است.